# Țara Șipenițului
Țara Șipenițului (uneori Țara Șepenicului) este numele istoric sub care este cunoscută o regiune în nord-estul Carpaților (Bucovina de Nord), care a avut centrul său administrativ cel mai probabil în Șipeniț (acum în Ucraina).

## Istorie
După cum relatează cronicarii români și străini, prima populație a zonei a fost românească. Românii au înființat-o, și chiar familia Mușat (care a dat Moldovei domnitori ca Alexandru cel Bun, Ștefan cel Mare și Petru Rareș) provenind din satul Șipeniț.
Intrată apoi sub autoritatea polono-lituanienilor, ea va reveni în stăpânirea domnilor români, sub formă de gaj, în urma împrumutului de 3000 de ruble, acordat de domnul Moldovei, Petru Mușat în 1388 regelui Poloniei Vlasislav Iagello pentru care i s-a dat amanet voievodului moldovean, Haliciul cu teritoriul aferent, inclusiv Pocuția. Vladislav trebuia să plătească datoria în trei ani, iar neachitarea ei îl determină pe urmașul lui Petru, Roman I, să ocupe teritoriul în gaj. Acțiunea lui Roman era îndreptățită ținând cont de faptul că suma împrumutată regelui polon, echivala în epocă cu 493 kg de argint sau 52 kg de aur.
Patru secole mai târziu, în urma Convenției turco - austriece din 1774 de la Istanbul, Țara Șipenițului împreună cu Bucovina este cedată habsburgilor. Ultima reprezenta de fapt prețul neutralității austriece în războiul ruso-turc din 1768-1774.
După Unirea Bucovinei cu România la 28 noiembrie 1918, regiunea a făcut parte din componența României. A fost preluată de către URSS la 28 iunie 1940, pentru a reintra – temporar în componența statului român în perioada 1941-1944, după care Bucovina de Nord a fost reocupată de către URSS și integrată în componența RSS Ucrainene.